# Jacques-Louis de Beringhen
Jacques-Louis de Beringhen (Parigi, 20 ottobre 1651 – Parigi, 1º maggio 1723) è stato un nobile, militare, politico e collezionista di incisioni francese.

## Biografia
Jacques-Louis era l'unico figlio di Henri de Beringhen, primo scudiero del re, morto il 10 maggio 1674, all'assedio di Besançon, e di Anne du Blé de Laye, figlia di Jacques du Blé de Laye, marchese d'Uxelles. Il nonno paterno discendeva da una nobile famiglia originaria dei Paesi Bassi, ed era stato primo valletto da camera di Enrico IV e la nonna paterna era Madeleine Bruneau, sorella della famosa Marie Bruneau des Loges. I genitori di Jacques-Louis de Beringhen si erano sposati a gennaio 1646.
Jacques-Louis de Beringhen, marchese di Châteaunef in Bretagna (marchesato eretto nel 1702), conte di Plessis-Bertrand, signore d'Armainvilliers, sposò nel 1677 Marie-Madeleine-Élisabeth-Fare d'Aumont (1663-1718), nipote del cancelliere Michel Le Tellier. Divenne primo scudiero del re di Francia il 31 dicembre 1688; fu governatore della  cittadella e del forte San Giovanni di Marsiglia nel 1679, membro del consiglio degli Affari Interni durante la Reggenza di Luigi XV, direttore dei Ponti e  delle Carreggiate e cavaliere di Malta.
Ha militato nel Regimento Poly Cavalleria, di cui è stato maestro di campo dal 5 aprile 1700. Brigadiere il 26 ottobre 1704 e maresciallo di campo l'8 marzo 1718. Jacques-Louis de Beringhen è stato eletto membro dell'Académie des inscriptions et belles-lettres nel 1701.

### Il collezionista
Questo gentiluomo francese raccolse una ricchissima collezione di incisioni, in cui erano rappresentati, quasi al completo, gl'incisori francesi, dal 1610 al 1715 - Robert Nanteuil, Abraham Bosse, Claude Mellan, François de Poilly, Jean-Baptiste Oudry, Antoine Noël, Charles-Antoine Coypel - ma anche incisori di altre scuole, come Corneille Galle, Jan Wierix, Annibale Carracci e Agostino Carracci, Gil Sadeler. La collezione fu acquistata dallo Stato francese nel 1731 - attraverso il figlio ed erede François-Charles de Béringhen d'Armainvilliers (1691-1742), dal 1726 al 1742 vescovo di Puy - ed ora è conservata alla Biblioteca Nazionale di Parigi.
Non era un erudito, Jacques-Louis de Beringhen  e collezionava per suo piacere, dando la preferenza ai ritratti. La sua collezione comprendeva tutto il periodo del regno di Luigi XIV e gli inizi del regno di Luigi XV.
Oggi, la collezione Beringhen è composta da 445 volumi, di formato diverso; ma in origine contava 579 volumi in-folio, 5 custodie e 99 pacchi. Le incisioni erano circa 90.000. Molte stampe sono state estratte dal proprio contenitore ed assegnate a raccolte di singoli autori, per cui queste incisioni oggi risultano in contenitori diversi da quelli originali.